# M181 motorway
Der M181 motorway (englisch für ‚Autobahn M181‘), auch Scunthorpe Spur Motorway genannt, ist eine Autobahn in England und verbindet die Stadt Scunthorpe mit dem M180. Durch seine Länge von gut 3 Kilometern ist er eher als Zubringerstraße des M180 anzusehen.
Dem nördlichen Ende des Zubringers schließt sich die A18, das Stadtgebiet von Scunthorpe sowie die A1077 in Richtung Barton-upon-Humber an.
Der M180 führt nach Osten in Richtung Grimsby sowie ab Barnetby über die Schnellstraße A15 weiter nach Norden über den Humber nach Hull. In Richtung Westen hat man Anschluss nach Thorne und von hier aus an das weitere Autobahnnetz Großbritanniens.
Der M181 besitzt zwei Fahrspuren plus eine Standspur je Richtung.

## Geschichte
Die Autobahn wurde am 15. Dezember 1978 fertiggestellt.
Als 2020 das North Lincolnshire Council den Betrieb der M181 übernahm, wurden Pläne gemacht, an jeweils beiden Seiten der Autobahn neue Gebiete zu erschließen. Dadurch wurde auf der Hälfte der Strecke ein neuer Kreisverkehr erbaut, um diese neuen Gebiete anzuschließen. Der Nördliche Teil der Strecke wurde danach als A1077(M) klassifiziert, um in der Zukunft eine Umnummerierung zur A1077 zu ermöglichen. Mit Plänen einen weiteren Kreisverkehr auf der Strecke zu bauen, wird die M181 ihre Nummer komplett verlieren und nur noch als Abzweig von der M180 klassifiziert werden.